# Queen Woo
Queen Woo (koreanischer Originaltitel: 우씨왕후) ist eine südkoreanische Serie, die von historischen Personen und Ereignissen inspiriert wurde, jedoch ein fiktives Werk ist. Der südkoreanische Streamingdienst TVING veröffentlichte die Episoden 1–4 am 29. August 2024, gefolgt von der Veröffentlichung der Episoden 5–8 am 12. September 2024. Im deutschsprachigen Raum fand die Erstveröffentlichung der Serie am 23. Dezember 2024 auf Paramount+ statt.

## Handlung
Nach dem Tod ihres Gemahls Go Nam-mu, dem König des Staates Goguryeo, sieht sich Woo Hee mit einem erbitterten Machtkampf innerhalb der königlichen Familie konfrontiert. Darüber hinaus wird die Königin von Goguryeo zur Zielscheibe für äußere Mächte, die versuchen, Einfluss zu gewinnen. Um ihre Familie und ihren Clan zu beschützen, sieht sich Woo Hee gezwungen, in kürzester Zeit eine Leviratsehe mit einem der Brüder ihres verstorbenen Gemahls zu arrangieren, damit dieser den Thron besteigen und die Ordnung wiederherstellen kann. Doch bis dahin liegen noch viele Gefechte vor Woo Hee, die nicht nur auf dem Schlachtfeld ausgetragen werden.
Woo Hee ist die erste Frau in der koreanischen Geschichte, die zweimal Königin wurde.

## Besetzung und Synchronisation
Die deutschsprachige Synchronisation entstand nach den Dialogbüchern von Martin May und Jonas Lord sowie unter der Dialogregie von Martin May durch die Synchronfirma Elbgorilla Synchro in Hamburg.
| Rolle                                            | Schauspieler    | Synchronsprecher          |
| ------------------------------------------------ | --------------- | ------------------------- |
| Woo Hee / Königin Woo von Goguryeo               | Jeon Jong-seo   | Leonie Landa              |
| Woo Hee / Königin Woo von Goguryeo (jung)        | Song Si-an      | Leonie Landa              |
| Woo Hee / Königin Woo von Goguryeo (Kind)        | Kim Ha-eun      | Elisa Holscher            |
| Go Nam-mu / König Gogukcheon von Goguryeo        | Ji Chang-wook   | Vincent Fallow            |
| Go Nam-mu / König Gogukcheon von Goguryeo (Kind) | Yu Ji-wan       | Jonas Kirsch              |
| Go Yeon-u / König Sansang von Goguryeo           | Kang Young-seok | Moritz von Zeddelmann     |
| Go Pae-ui                                        | Song Jae-rim    | Yannik Raiss              |
| Go Bal-gi                                        | Lee Soo-hyuk    | Toni Michael Sattler      |
| Go Gye-su                                        | Jung Jae-kwang  | Janek Schächter           |
| Go No-ja                                         | Jeong Woo-il    | Jonas Minthe              |
| Go Baek-go                                       | Bae Ki-bum      | Achim Schülke             |
| Eul Pa-so                                        | Kim Mu-yeol     | Martin Brücker            |
| Eul Pa-so (Kind)                                 | An Seok-hyun    | John Chadwick             |
| Woo Sun                                          | Jeong Yu-mi     | Katharina von Keller      |
| Woo Sun (jung)                                   | Jung Ye-na      | Katharina von Keller      |
| Woo So                                           | Jeon Bae-soo    | Achim Buch                |
| Woo Do                                           | Jo Han-chul     | Bernd Stephan             |
| Do Soo-ryu                                       | Kim Ki-ri       | Rasmus Borowski           |
| Eo Ji-ryu                                        | Yoon Jin-young  | Tetje Mierendorf          |
| Hae Dae-bu                                       | Oh Dae-suk      | Nicolas König             |
| Hwa Do-ja                                        | Jo Ha-seok      | Joshy Peters              |
| Jwa Ja-mak                                       | Dong Hyun-bae   | Christian Stark           |
| Myung-rim Eo-ru                                  | Lee Do-yeob     | Konstantin Graudus        |
| Wi Yeo-mu                                        | Ha Soo-ho       | Jörn Linnenbröker         |
| Sa-bi                                            | Oh Ha-nee       | Jannika Jira              |
| Yak-gwang                                        | Lee Hyun-kyun   | Robert Levin              |
| Chang Heon                                       | Choi Jae-hoon   | Christian Rudolf          |
| Dal Ga                                           | Lee Kang-min    | Brian Sommer              |
| Gal Ro                                           | Ahn Ji-ho       | Daniel Kirchberger        |
| Mil Woo                                          | Yu Eui-tae      | Johannes Semm             |
| Mo Chi                                           | Lee Hae-woo     | Tim Kreuer                |
| Mok Do                                           | Jeon Jin-woo    | Fabian Harloff            |
| Mu Gol                                           | Park Ji-hwan    | Oliver Hörner             |
| Noe Eum                                          | Won Hyun-joon   | Jan-David Rönfeldt        |
| Pa Ya                                            | Go Han-min      | Constantin von Westphalen |
| Song Woo                                         | Kim Do-yoon     | Jonas Anders              |
| Seol Joo                                         | Choi Yoon-kyung | Dagmar Dreke              |
| Yeo Jin                                          | Song Yoo-hyun   | Elise Eikermann           |
| Yeon Gae                                         | Hong Eui-joon   | Jens Wendland             |
| Yeon Bi                                          | Park Bo-kyung   | Kristina von Weltzien     |
| Yoo A                                            | Park Jung-won   | Nina Witt                 |
| Prinzessin Eo                                    | Han Ga-ram      | Sarah Diener              |
| Samson                                           | Kim Hyeong-bum  | Holger Umbreit            |
| Schmied                                          | Park Young-bok  | David Wehle               |

## Episodenliste
| Nr. | Deutscher Titel   | Originaltitel | Erstveröffentlichung (Südkorea) | Deutschsprachige Erstveröffentlichung (D/A/CH) |
| --- | ----------------- | ------------- | ------------------------------- | ---------------------------------------------- |
| 1   | Königin und König | 1화           | 29. Aug. 2024                   | 23. Dez. 2024                                  |
| 2   | Gift              | 2화           | 29. Aug. 2024                   | 23. Dez. 2024                                  |
| 3   | Der dritte Prinz  | 3화           | 29. Aug. 2024                   | 23. Dez. 2024                                  |
| 4   | Durch die Nacht   | 4화           | 29. Aug. 2024                   | 23. Dez. 2024                                  |
| 5   | Felsendamm        | 5화           | 12. Sep. 2024                   | 23. Dez. 2024                                  |
| 6   | Familienbande     | 6화           | 12. Sep. 2024                   | 23. Dez. 2024                                  |
| 7   | Die Rückkehr      | 7화           | 12. Sep. 2024                   | 23. Dez. 2024                                  |
| 8   | Krieg             | 8화           | 12. Sep. 2024                   | 23. Dez. 2024⁠⁠                                  |